# نانسی گریس
نانسی گریس (انگلیسی: Nancy Grace؛ زادهٔ ۲۳ اکتبر ۱۹۵۹) کارشناسان خبره، ستاره، اهل ایالات متحده آمریکا است. وی از سال ۱۹۹۶ میلادی تاکنون مشغول فعالیت بوده‌است.
از فیلم‌ها یا برنامه‌های تلویزیونی که وی در آن نقش داشته‌است می‌توان به هنکاک اشاره کرد.